# Лига справедливости Зака Снайдера
«Ли́га справедли́вости За́ка Сна́йдера», «„Ли́га справедли́вости“ За́ка Сна́йдера» (англ. Zack Snyder's Justice League), известная как «ве́рсия Сна́йдера» (англ. Snyder Cut) — режиссёрская версия супергеройского фильма «Лига справедливости» (2017), основанного на одноимённой команде DC Comics и являющегося пятым кинокомиксом Расширенной вселенной DC (DCEU). Версия представляет собой оригинальное творение Зака Снайдера до его ухода с поста режиссёра. Как и кинотеатральный релиз, «Лига справедливости Зака Снайдера» повествует о Лиге справедливости — Бэтмен (Бен Аффлек), возрождённый Супермен (Генри Кавилл), Чудо-женщина (Галь Гадот), Киборг (Рэй Фишер), Аквамен (Джейсон Момоа) и Флэш (Эзра Миллер) — команде, которая противостоит нашествию Дарксайда (Рэй Портер) и Степного Волка (Киаран Хайндс).
Производство «Лиги справедливости», выпущенной в 2017 году, сопровождалось проблемами. Сценарий фильма подвергся многочисленным изменениям до и во время производства в 2016—2017 годах. В мае 2017 года Снайдер покинул пост режиссёра во время пост-продакшна фильма из-за самоубийства дочери, и его должность занял Джосс Уидон, который закончил работу, не получив, однако, упоминания в титрах как режиссёр. Уидон провёл масштабные пересъёмки ленты, что добавило ей более яркого тона повествования и юмора, а также он сократил продолжительность картины до 120 минут, чего требовало руководство студии. В итоге «Лига справедливости» стала кассовым провалом и получила смешанные отзывы от критиков и зрителей, что заставило компанию пересмотреть планы на будущие фильмы, сосредоточенных на историях об отдельных персонажах, а не об общей вселенной.
Когда стали известны закулисные проблемы съёмочного процесса и непозволительное поведение Уидона на площадке, многие фанаты выразили интерес к альтернативной версии фильма, соответствующей взгляду Снайдера. Поклонники вместе с актёрами и членами съёмочной группы подписали несколько петиций с требованиями выпуска подобной версии, которую назвали «Snyder Cut» (с англ. — «версия Снайдера»). В то время руководство Warner Bros. заявляло, что выход этой версии маловероятен. Однако их мнение изменилось к февралю 2020 года, а в мае того же года сам Зак Снайдер объявил, что оригинальная версия фильма будет завершена и выпущена под названием «Лига справедливости Зака Снайдера» на стриминговом сервисе HBO Max. Это потребует дополнительных $70 млн для доработки визуальных эффектов, саундтрека, монтажа и дополнительных съёмок, которые прошли в октябре 2020 года. Изначально выход ленты планировался как в виде шестисерийного мини-сериала, так и в виде четырёхчасового фильма; планы на мини-сериал были свёрнуты в январе 2021 года. Фильм посвящён памяти дочери Снайдера, Отэм.
«Лига справедливости Зака Снайдера» дебютировала на HBO Max 18 марта 2021 года, став 4-м самым просматриваемым фильмом на сервисе за год. В России и странах СНГ фильм вышел в онлайн-кинотеатре «Кинопоиск». Эксперты сочли картину серьёзным улучшением фильма 2017 года, отметив режиссёрский стиль Снайдера и развитие персонажей, но подвергнув критике хронометраж ленты.

## Сюжет
Пять тысяч лет назад Дарксайд и его легионы Парадемонов попытались завоевать Землю, используя объединённую энергию трёх Материнских кубов. Нашествие было остановлено объединёнными силами олимпийских богов, амазонок, атлантов, людей и Зелёного Фонаря Ялана Гура. После того, как армия Дарксайда была изгнана, Материнские кубы были разделены и спрятаны в разных регионах Земли. Наши дни. В битве с Думсдеем, предсмертный крик Супермена вызывает повторное пробуждение Материнских кубов и пришествие на Землю Степного волка, одного из разжалованных военачальников Дарксайда. Степной волк стремится вернуть расположение Дарксайда, собрав кубы вместе для формирования «Единства» для терраформирования Земли в подобие их родной планеты Апоколипс.
Степной волк атакует Фемискиру и забирает один из Материнских кубов. Королева Ипполита предупреждает свою дочь Диану о пришествии врага. Диана узнаёт подробности о Степном волке и Дарксайде и сообщает об этом Брюсу Уэйну. Брюс незадолго до этого уже начал поиски других мета-людей, например, Артура Карри, но тот отказался вступить в команду. На этот раз Брюс вербует Барри Аллена, а Диана находит Виктора Стоуна. Виктор колеблется, но всё же присоединяется к Лиге после того, как его отца Сайласа и нескольких сотрудников «S.T.A.R. Labs» похищают Парадемоны, ищущие Материнский куб, оставленный человечеству. Тем временем, наставник Артура, Вулко, призывает его помочь военачальнице Мере в защите Материнского куба, поскольку царь Атлантов и сводный брат Артура, Орм, отказывается что-либо предпринимать. Но Степной волк нападает на крепость атлантов и забирает куб, заставляя Артура действовать.
Команда получает информацию от комиссара полиции Джеймса Гордона, который направляет их к логову армии Степного волка в заброшенном тоннеле под гаванью Готэма. Лиге удаётся спасти заложников, но после случайного попадания ракеты в стену тоннель начинает заполняться водой. На помощь команде приходит Артур, который задерживает наводнение, давая героям возможность уйти. Киборг забирает спрятанный им последний Материнский куб для анализа. Виктор рассказывает, что его отец использовал Материнский куб, чтобы восстановить тело сына после автокатастрофы. Киборг объясняет, что кубы — это «механизмы перемен», которые лишь исполняют волю своего хозяина, уничтожая или возвращая к жизни. Лига решает использовать Материнский куб для воскрешения Супермена и последующей битвы со Степным волком. Между тем, видение, вызванное двумя захваченными Материнскими кубами, открывает Степному Волку расположение на Земле тайной силы, Уравнения Антижизни, которое в течение нескольких тысячелетий искал Дарксайд и которое было затеряно вместе с Материнскими кубами. Степной Волк сообщает об открытии правой руке Дарксайда, Десааду. Узнав это, Дарксайд лично является Степному волку и приказывает завершить миссию в обмен на искупление, после чего Дарксайд сам явится на Землю.
Киборг и Флэш выкапывают тело Супермена и герои помещают его рядом с Материнским кубом в амниотическую жидкость камеры в криптонском корабле, хранящемся в компании S.T.A.R. Labs. Барри активирует куб и успешно воскрешает Супермена. Однако воспоминания криптонца не вернулись, и он нападает на команду. Лоис Лейн, постоянно навещавшая мемориал супергероя, успокаивает Супермена, и вместе с ней он улетает в свой дом — Смолвиль. Там Супермен постепенно восстанавливает память и воссоединяется с матерью.
Степной волк атакует S.T.A.R. Labs, чтобы получить последний Материнский куб. Пытаясь пометить куб термолучом, Сайлас погибает. Определив местоположение куба с помощью этой термометки, пятеро героев, без Супермена, отправляются в заброшенный российский город, где Степной волк планирует объединить Материнские кубы. Лига сражается с Парадемонами, чтобы добраться до Степного Волка, пока Барри набирает энергию для помощи Виктору в разделении кубов. Прилетает Супермен и помогает Лиге одолеть Степного волка, но кубы успевают образовать «Единства» и начинают терраформирование Земли, в результате чего всё превращается в пыль. Флэш при помощи своих способностей преодолевает скорость света и откатывает время на несколько секунд назад, позволяя Супермену и Киборгу разделить Материнские кубы. Аквамен ранит Степного волка в спину, Супермен ударом отправляет его через портал на Апоколипс, а Диана обезглавливает в полёте. Дарксайд уверяет Десаада, что они вернутся на Землю с армадой, чтобы заполучить Уравнение Антижизни.
После битвы Брюс, Диана и Альфред решают создать базу Лиги в бывшем особняке Уэйнов. Диана задумывается о возвращении к амазонкам, Барри получает работу в полицейском управлении Централ-Сити, что впечатляет его отца Генри, Виктор вдохновляется посланием отца использовать свои способности во благо, Артур прощается с Мерой и Вулко и отправляется на встречу с отцом, Супермен возвращается к жизни репортёра Кларка Кента и защитника Земли, а Брюс покупает банк, в котором заложен дом Кентов, и возвращает им их семейную ферму.
Лекс Лютор сбегает из лечебницы Аркхем и встречается со Слэйдом Уилсоном, которому раскрывает тайну личности Бэтмена. А Брюсу Уэйну вновь снится постапокалиптический мир, где он, Киборг, Флэш, Мера, Детстроук и Джокер скрываются от злого Супермена. Брюс просыпается, а к его дому подлетает Марсианский Охотник, который благодарит Уэйна за создание Лиги, и предлагает оставаться на связи из-за планов Дарксайда по захвату Земли.

## Актёрский состав
- Бен Аффлек — Брюс Уэйн / Бэтмен:
Богатый светский человек, владелец Wayne Enterprises[англ.] и основатель Лиги справедливости. Он посвящает себя защите Готэма от преступности в качестве высококвалифицированного мстителя в маске, оснащённого различными приспособлениями и вооружением. Режиссёр Зак Снайдер описал Бэтмена как человека, находящегося на пути искупления и испытывающего чувство вины из-за своих действий в фильме «Бэтмен против Супермена: На заре справедливости» (2016)[10][11][12].
- Генри Кавилл — Кларк Кент / Супермен:
Воскрешённый криптонец[англ.] и журналист газеты Daily Planet[англ.] в Метрополисе. Он является вдохновителем Лиги справедливости, членом которой он вскоре становится. В 2018 году Кавилл назвал Супермена из «Лиги справедливости Снайдера» приближающимся к завершению своей линии, начавшейся в фильме «Человек из стали» (2013), и «настоящим» Суперменом, каким он представлен в комиксах[12]. Снайдер отметил, что несмотря на то, что ему нравятся традиционные образы персонажей, он хотел, чтобы Супермен имел реалистичную сюжетную линию и развивался как персонаж, а не был «одномерным бойскаутом»[13].
- Эми Адамс — Лоис Лейн: Фотограф Daily Planet и девушка Кларка Кента[10].
- Галь Гадот — Диана Принс / Чудо-женщина: Бессмертная принцесса-полубогиня и воительница-амазонка. Она является одной из основателей Лиги справедливости[10].
- Рэй Фишер — Виктор Стоун / Киборг:
Бывший спортсмен колледжа. После автомобильной аварии, в результате которой погибла его мать, Виктор получил тяжёлые травмы. Сайлас Стоун смог спасти его с помощью Материнского куба, который придал Виктору кибернетический облик и способности к полёту, созданию разнообразного оружия и технопатии. Бо́льшая часть сюжета о Киборге была удалена из театрального релиза, и Снайдер назвал Киборга, каким он изображён в режиссёрской версии, «сердцем фильма»[14]. Фишер заявил, что история Киборга эмоциональна и символизирует «путешествие, которое прошли чернокожие люди в [Америке]»[14]. По словам Фишера, единственная сцена, поставленная Снайдером, которая осталась в театральном релизе, — это сцена встречи Киборга с Бэтменом и комиссаром Гордоном на крыше полицейского участка Готэма[15].
- Джейсон Момоа — Артур Карри / Аквамен: Наполовину атлант, наполовину человек, обладающий способностью плавать со сверхзвуковой скоростью и общаться с водными обитателями[10].
- Эзра Миллер — Барри Аллен / Флэш:
Студент колледжа Централ-Сити, получающий образование в области уголовного правосудия в надежде оправдать своего отца в убийстве его жены, матери Барри. Он способен двигаться со сверхчеловеческой скоростью и использовать Силу Скорости для путешествий во времени[16].
- Уиллем Дефо — Нуйдис Вулко[англ.]: Атлант, выступающий в качестве наставника Артура[16].
- Джесси Айзенберг — Лекс Лютор:
Враг Супермена и бывший глава LexCorp[англ.]. Появление Лютора в конце фильма первоначально должно было стать тизером уже переработанного проекта Аффлека «Бэтмен», а не потенциального сиквела «Лиги справедливости»[17].
- Джереми Айронс — Альфред Пенниуорт: Дворецкий Брюса Уэйна, обеспечивающий тактическую поддержку Лиге справедливости и Брюсу как Бэтмену[18].
- Дайан Лейн — Марта Кент: Приёмная мать Кларка Кента[10].
- Конни Нильсен — Ипполита[англ.]: Мать Дианы и королева амазонок[10].
- Джей Кей Симмонс — Джеймс Гордон: Комиссар полиции Готэма и союзник Бэтмена[19].
- Киаран Хайндс — Степной Волк:
Воин Нового Бога[англ.] с планеты Апоколипс, возглавляющий армию парадемонов в поисках трёх Материнских кубов, хранящихся на Земле[20]. Хайндс ранее описывал Степного Волка как «старого, усталого, всё ещё пытающегося выбраться из собственного рабства у Дарксайда»[21]. Внешний вид Степного Волка был изменён для режиссёрской версии[22], что приблизило его образ к первоначальному видению Снайдера[23].
- Чжэн Кай — Райан Чой[англ.]:
Учёный, работающий в S.T.A.R. Labs[англ.] под руководством Сайласа Стоуна[24]. К концу фильма Чой получает повышение в компании и становится директором по нанотехнологиям[25]. Снайдер предложил студии фильм, в котором Чой взял бы на себя образ Атома и действие которого происходило бы в Китае с китайским актёрским составом[26].
- Эмбер Херд — Мера:
Атлант, которую воспитала мать Артура Карри, королева Атланна[10]. В отличие от появления в театральной версии и в фильме «Аквамен» (2018), Херд использует псевдо-королевский английский акцент на протяжении всего фильма[27].
- Джо Мортон — Сайлас Стоун[англ.]: Отец Виктора Стоуна и главный учёный S.T.A.R. Labs[10].
- Лиза Ловен Конгсли — Меналиппа: Лейтенант Ипполиты и тётя Дианы.
- Дэвид Тьюлис — Арес: Сын старого Олимпийца Зевса и сводный брат Дианы Принс. Каскадёр Ник Маккинлесс исполнил роль Ареса физически, а лицо Тьюлиса было наложено на лицо Маккинлесса с помощью компьютерной графики[28].

Рэй Портер исполняет роль Дарксайда, Нового Бога-тирана с Апоколипса, племянника и хозяина Степного Волка. Дарксайд не появился в театральной версии фильма, что означает, что «Лига справедливости Зака Снайдера» знаменует первое появление этого персонажа в фильме живого действия. Портер сыграл Дарксайда с помощью захвата движения и «прошёл через несколько различных вокальных гимнастик, пытаясь подобрать голос». Портер не был знаком с персонажем, но Снайдер и сценарист Крис Террио помогли ему разобраться в его истории. Питер Гиннесс играет Десаада, главного исполнителя приказов Дарксайда, который действует как посредник Степного Волка и Дарксайда.
Гарри Ленникс вновь исполняет роль Кэлвина Суонвика, министра обороны США, чья настоящая личность раскрывается как Дж’онн Дж’онзз / Марсианский Охотник — пришелец с планеты Марс, способный к изменению облика и телепатии. Снайдер рассказал, что Суонвик всегда был Марсианским Охотником со времён «Человека из стали» и направлял Кларка, Лоис и человечество к добру, так как хотел, чтобы люди защищали Землю самостоятельно. Джаред Лето вновь исполняет роль Джокера из фильма «Отряд самоубийц» (2016) — преступника-психопата и врага Бэтмена, который становится одним из выживших членов сопротивления в кошмарном будущем. Джокер не планировался к появлению в театральной версии фильма, но Снайдер решил добавить его после объявления «зелёного света» для выхода режиссёрской версии , поскольку Снайдер изначально намеревался ввести Джокера в свои фильмы о Лиге справедливости. Для режиссёрской версии облик персонажа был изменён.
Карен Брайсон играет Элинор Стоун, покойную мать Виктора Стоуна, а Кирси Клемонс — Айрис Уэст, будущую возлюбленную Барри Аллена; сцены с участием обеих актрис были вырезаны из театрального релиза и восстановлены для версии Снайдера. Другие актёры, повторившие свои роли из предыдущих фильмов Расширенной вселенной DC: Элинор Мацуура в роли Эпионы, Саманта Уин в роли Эвбеи, Энн Огбомо в роли Филиппы, Даутцен Крус в роли Венелии, а Карла Гуджино озвучивает криптонский корабль. В фильме также появились Робин Райт в роли Антиопы, Билли Крудап в роли Генри Аллена, Кевин Костнер в роли Джонатана Кента, Джо Манганьелло в роли Слейда Уилсона / Детстроука и Рассел Кроу в роли Джор-Эла. Помимо Тьюлиса и Маккинлесса, которые сыграли Ареса, Сержи Констанс и Аврора Лаузерал исполняют роли других Старых Богов, Зевса и Артемиды, соответственно. Джулиан Льюис Джонс и Фрэнсис Мэджи играют двух древних царей Земли — Древнего царя атлантов и Древнего царя людей соответственно. Майкл Макэлхаттон появляется в роли Альфы, лидера группы террористов, которые вступают в схватку с Чудо-женщиной в начале фильма. Марк Макклюр сыграл Джерри, офицера полиции, который дружит с Лоис Лейн.
Кроме того, Зелёные Фонари Ялан Гур и Киловог, а также член апоколиптийской элиты Добрая Бабушка появляются с помощью компьютерной анимации. Последняя была смоделирована в честь тёти художника Weta по имени Джоджо Агилар. Первоначально финальная сцена была снята с Джоном Стюартом / Зелёным Фонарём в исполнении Уэйна Т. Карра, но студия Warner Bros. отказалась от этой идеи, так как у них были другие планы на персонажа. Ранее задуманные варианты сцены включали таких персонажей, как Киловог с Джоном Стюартом, Киловог с Томар-Ре и Стюарт с Марсианским Охотником. Первый вариант не был снят, так как Снайдер заменил Киловога на Марсианского Охотника, второй был отброшен на ранней стадии разработки в 2017 году, а третий был снят в августе 2020 года. Поскольку студия не хотела, чтобы Стюарт присутствовал в этой сцене, Снайдер пошёл на компромисс со студией и переснял сцену, включив в неё только Марсианского Охотника. Он также переснял сцену с Аффлеком, так как ранее отснятый материал был непригоден из-за того, что на Аффлеке мигал зелёный свет. Первоначально Снайдер хотел включить Райана Рейнольдса, который исполнил роль Хэла Джордана в фильме «Зелёный Фонарь» (2011), в качестве «дополнительного фонаря», но так и не связался с ним.

## История

### Производство «Лиги справедливости»
После выхода фильма «Человек из стали» (2013) режиссёр Зак Снайдер обозначил основу Расширенной вселенной DC, которая сосредоточится вокруг сюжетной арки из пяти фильмов: «Человек из стали», «Бэтмен против Супермена: На заре справедливости» (2016) и трилогия Лиги справедливости. Первоначально Снайдер решил, что «Бэтмен против Супермена» станет самым тёмным фильмом франшизы, а последующие картины будут становиться всё более светлыми по тональности. Однако эксперты разгромили кинотеатральную версию «Бэтмена против Супермена», критике подверглись мрачный тон картины, отсутствие юмора и медленное повествование. Это заставило студию «Warner Bros.» и Снайдера весной 2016 года частично переосмыслить будущие проекты киновселенной, в частности, «Отряд самоубийц» (2016), чьи съёмки были уже завершены, и «Лигу справедливости», до начала съёмок которой оставался месяц. Зак Снайдер вместе со сценаристом Крисом Террио переписали сюжет «Лиги», сделав фильм более светлым по тональности, чем планировалось ранее. Оператор Фабиан Вагнер сказал, что Снайдер хотел «уйти от стилизованного, ненасыщенного и слишком контрастного вида других фильмов франшизы».

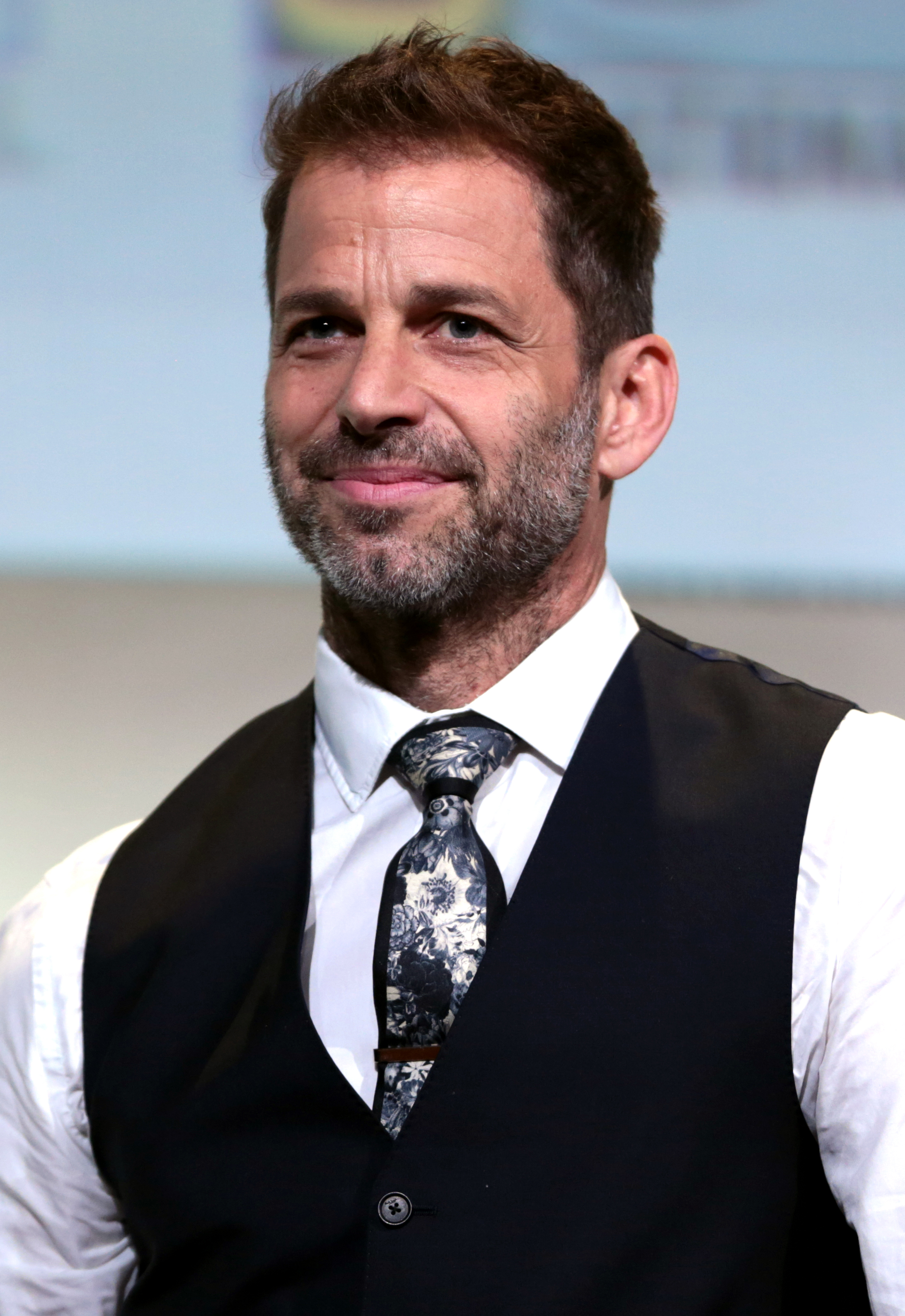
Зак Снайдер, режиссёр «Лиги справедливости»

Основной съёмочный процесс продлился с апреля по декабрь 2016 года. Несколько месяцев спустя Зак Снайдер показал несколько версий «Лиги справедливости» руководителям Warner Bros., своей семье и друзьям. Были одобрены общая продолжительность фильма и частичный монтаж, хотя визуальные эффекты и звуковая дорожка были далеки от завершения. Снайдер рассказал, что у него было несколько, по сути, готовых версий фильма, требующих доработки CGI-эффектов. Сценарист и сотрудник «Forbes» Марк Хьюз сообщал, что версия Снайдера завершена более чем на 90 %, а издание «The Daily Telegraph» привело мнение эксперта по визуальным эффектам, который оценил в $30–40 млн дополнительные затраты Warner Bros. на завершение работы над фильмом. Руководители Warner Bros., которые посмотрели версию Снайдера, посчитали, что режиссёр приложил значительные усилия по смягчению тона «Лиги» после критики «Бэтмена против Супермена». Несмотря на это, студия была по-прежнему недовольна окончательной версией, а инсайдеры сообщали, что некоторые руководители компании сочли фильм «непереносимым».

### Участие Джосса Уидона
После отхода от направления, взятого Снайдером, для переработки сценария и проведения масштабных пересъёмок студия наняла Джосса Уидона, режиссёра и сценариста фильмов «Мстители» (2012) и «Мстители: Эра Альтрона» (2015) для киновселенной Marvel. Генеральный директор Warner Bros. Кевин Цудзихара потребовал, чтобы общий хронометраж фильма не превысил двух часов. Студия также решила не переносить дату выхода картины для сохранения годовых бонусов руководителей и из-за опасения, что будущая материнская компания «AT&T» может реорганизовать студию после слияния (перенос релиза фильма дал бы создателям больше времени для оптимального завершения работы над проектом). Ожидалось, что Снайдер снимет сцены, переделанные Уидоном, и, чтобы удовлетворить просьбу студии, два режиссёра будут работать вместе. Но внезапно в марте 2017 года дочь Зака Снайдера, Отэм, покончила жизнь самоубийством. Зак попытался отвлечься от произошедшего и продолжал работу над фильмом ещё два месяца, но в мае 2017 года он покинул пост режиссёра. Его жена, Дебора, которая продюсировала «Лигу» вместе с мужем, также ушла из проекта.
После ухода Снайдера полный контроль над производством «Лиги справедливости» получил Джосс Уидон, хотя в титрах фильма режиссёром значился только Снайдер. Уидон написал почти 80 новых страниц сценария, и, по оценке оператора фильма Фабиана Вагнера, в финальной версии Уидона осталось только 10 % материала, отснятого Снайдером. К середине пост-продакшна композитор картины Том Холкенборг полностью завершил работу над саундтреком, однако был заменён на Дэнни Эльфмана. Сцены, которые Уидон написал или переснял, отличались более ярким тоном, большим количеством юмора и меньшим уровнем насилия по сравнению с версией Снайдера. Чтобы привести хронометраж фильма в соответствие с требованиями студии, Уидон вырезал более 1,5 часа материала, отснятого Снайдером, но итоговая версия всё ещё соответствовала первоначальной основе сюжета. В то время как изначальная версия картины была плохо принята тестовой аудиторией, версия Уидона была воспринята на тестовых показах так же тепло, как «Чудо-женщина» (2017), поэтому руководители Warner Bros. решили завершить производство именно версии Уидона.

### Премьера и приём «Лиги справедливости»
«Лига справедливости» вышла в прокат 17 ноября 2017 года. Критики описали кинотеатральную версию как «фильм-франкенштейн», как работу двух разных режиссёров с противоположными взглядами на проект. Посмотрев версию Уидона в конце 2017 года, Дебора Снайдер и исполнительный продюсер Кристофер Нолан посоветовали Снайдеру «никогда не смотреть этот фильм», зная, что это «разобьёт ему сердце». «Лига справедливости» собрала в прокате $657,9 млн при бюджете в $300 млн. Чтобы стать безубыточным, фильм должен был заработать не менее $750 млн; по оценке издания «Deadline Hollywood» компания Warner Bros. потеряла около $60 млн. В феврале 2021 года анонимный источник в руководстве компании Warner Bros. заявил, что даже студии не понравились «ошеломляющие» изменения, внесённые Уидоном: группа террористов и русская семья были описаны как глупые и бесмысленные дополнения к фильму. Тот же источник подтвердил, что готовый фильм вызывал чувство «неловкости», так как студия не хотела признавать, каким «куском дерьма» он стал. Из-за не очень успешного проката и плохих отзывов критиков и зрителей студия решила отойти от концепции общей киновселенной, предложенной Снайдером, и продвигать отдельные фильмы и серии фильмов об отдельных героях.

### Движение #ReleaseTheSnyderCut

#### До выхода версии Снайдера
Кинотеатральная версия «Лиги справедливости» позже получила насмешливое название «Josstice League» («Лига справедливости Джосса»). Сразу после выхода в прокат фанаты создали онлайн-петицию с требованием выпустить «версию Снайдера», петиция собрала более 180 тысяч подписей. Движение, которое стало использовать в социальных сетях хештег #ReleaseTheSnyderCut (#ВыпуститеВерсиюСнайдера), зародилось ещё до того, как фанаты DC узнали о существовании подобной версии фильма. Появление подобного движения было вызвано неоднозначными отзывами о кинотеатральной версии. Фанаты знали, что Снайдер покинул проект до завершения пост-продакшна, а окончательный монтаж и пересъёмки оказались в руках Джосса Уидона; таким образом, фанаты предположили, что Уидон снизил качество фильма. Сложившиеся обстоятельства сравнивали с ситуацией вокруг «Супермена 2» (1980). В обоих случаях до завершения работы над картиной режиссёра заменили на другого, который внёс в проект существенные изменения. Ричард Доннер смог завершить и выпустить свою версию «Супермена 2» в 2006 году. Некоторые фанаты полагали, что выход альтернативной версии «Лиги справедливости» просто неизбежен, потому что некоторые фильмы Снайдера уже были переизданы в виде расширенных версий для DVD и Blu-ray изданий (например, «Хранители» (2009) и «Бэтмен против Супермена»), некоторые критики отнеслись к расширенным версиям гораздо благосклонее, чем к кинотеатральным.
Многие актёры и члены съёмочной группы «Лиги справедливости» выразили поддержку выпуску версии Снайдера: актёры Бен Аффлек, Галь Гадот, Джейсон Момоа, Киаран Хайндс и Рэй Фишер, фотограф Клей Энос, раскадровщик Джей Олива, оператор Фабиан Вагнер и дублёр Бена Аффлека Ричард Сетрон. Дебора Снайдер рассказала, что исполнительные продюсеры Кристофер Нолан и Эмма Томас побудили Снайдеров к завершению изначальной версии фильма: «Я думаю, это было неплохо, потому что, кроме Криса, Зак мало с кем общался». Ровно через два года после релиза кинотеатральной версии актёры и члены съёмочной группы выразили поддержку Снайдеру и высказались о ситуации в социальных сетях. Кроме того, множество других деятелей киноиндустрии и создателей комиксов, не связанных с «Лигой справедливости», также поддержали выход «версии Снайдера», например, режиссёр Кевин Смит, телевизионный продюсер Стивен Денайт, а также авторы комиксов Роб Лайфельд, Роберт Киркман и Джерри Ордуэй. Другие деятели индустрии были менее оптимистичны. Шон Роббинс, главный аналитик Boxoffice Pro, предположил, что масштаб движения слишком мал, чтобы оказать влияние на руководителей Warner Bros., указав, что «не похоже, чтобы альтернативную версию „Лиги справедливости“ хотел бы увидеть кто-то, кроме ярых фанатов». Инсайдеры также называли выпуск версии Снайдера маловероятным. Автор Марио Ф. Роблс, основываясь на своих связях в индустрии, сказал, что руководители Warner Bros. не доверяют видению Снайдера и не желают тратить миллионы на доработку его версии. На протяжении всего движения представители медиа-ресурсов называли версию Снайдера чем-то «сказочным» и «мифическим».
Участники движения #ReleaseTheSnyderCut участвовали в различных фанатских акциях для распространения движения. Так, в июне 2018 года фанаты обратились к руководству «AT&T» после слияния компании и TimeWarner; в июне 2019 года участники движения пытались связаться с новым генеральным директором Warner Bros. Энн Сарнофф, затем последовала массовая кампания по рассылке писем руководству студии; а в июле 2019 года, после анонса скорого запуска стриминг-сервиса HBO Max, фанаты стали обращаться к материнской компании, WarnerMedia. Перед Комик-коном в Сан-Диего в 2019 году один из фанатов запустил в Интернете сбор средств: половина из собранной суммы пошла бы на рекламную кампанию версии Снайдера (например, рекламные щиты и воздушные баннеры), а другая половина отправилась бы в Американский фонд предотвращения суицидов (AFSP). Для похожей кампании во время Нью-Йоркского комик-кона 2019 года участники движения выкупили на Таймс-сквер два рекламных щита, на которых разместили высказывания актёров и членов съёмочной группы фильма. В декабре 2019 года фанаты арендовали ещё один воздушный баннер, который пролетел над офисом Warner Bros. и напрямую требовал от Энн Сарнофф выпуска версии Снайдера. В январе 2020 года участники движения выкупили четыре минуты рекламного времени на цифровом баннере вокруг стадиона «Риверсайд» во время Кубка Англии по футболу. К январю 2020 года фанаты собрали более $150 тысяч для AFSP, что получило одобрение и поддержку самого Снайдера и фонда.
Однако представители средств массовой информации также описывают представителей движения #ReleaseTheSnyderCut как «токсичных» из-за угроз, запугивания и травли тех, кто не разделяет энтузиазма по поводу версии Снайдера. Йохана Деста из издания «Vanity Fair» охарактеризовала ситуацию с фанатами, требующими альтернативную версию, как «современный пример превращения фанатских сообществ в более токсичные» и сравнила это с травлей актрисы Келли Мэри Трэн после выхода фильма «Звёздные войны: Последние джедаи» (2017). В сентябре 2018 года бывший президент «DC Entertainment» Дайан Нельсон удалила свой аккаунт в «Twitter» после преследований в сети участниками движения. Телефонным операторам Warner Bros., заваленным регулярными звонками о версии Снайдера, было рекомендовано воспринимать эти звонки как пранки. Участники движения связались с одним из каскадёров «Лиги справедливости» Ричардом Сетроном, чтобы расспросить его о версии Снайдера, но только для того, чтобы изменить его ответ и распространить в социальных сетях поддельное текстовое сообщение.
Брэндон Катц из издания «The New York Observer» написал, что движение состоит «как из токсичных фанатов DC, которые нападают на любую другую точку зрения, так и из обычных зрителей, которым нравится стиль Снайдера и которые просто надеются увидеть завершение трилогии, начавшейся в 2013 году с „Человека из стали“. Как и в любом движении, тут есть и экстремисты, и обычные люди». Доцент колледжа Суортмор и заведующий кафедры кино- и медиа исследований, сказал, что такие фанатские движения, как #ReleaseTheSnyderCut, обычно поднимаются, когда серьёзно изменяют то, что им нравится, и эта реакция обычно исходит от небольшой части фанатов, которая «широкой кистью описывает всё движение в целом».

#### После выхода версии Снайдера
После выхода версии Снайдера фанаты в социальных сетях стали выражать свою любовь и признательность фильму, что можно было бы назвать продолжением кампании #ReleaseTheSnyderCut. Движение #RestoreTheSnyderVerse (#ВосстановитеВселеннуюСнайдера) начало набирать обороты, когда фанаты потребовали от Warner Bros. позволить Заку Снайдеру реализовать свой первоначальный взгляд на киновселенную, что включало создание второй и третьей части «Лиги справедливости», на события которых содержатся многочисленные намёки в эпилоге версии Снайдера. Одновременно стартовала кампания #ReleaseTheAyerCut (#ВыпуститеВерсиюЭйера) по выпуску оригинальной версии фильма «Отряд самоубийц» (2016) режиссёра Дэвида Эйера. В июле 2021 года было объявлено, что два запланированных продолжения «Лиги справедливости» будут выпущены в виде анимированных комиксов. Но позже планы по выпуску комиксов были заморожены из-за подозрений на плагиат.

### Анонс
В марте 2019 года после месяцев слухов и спекуляций Снайдер подтвердил, что его оригинальная версия фильма действительно существует, и заявил, что именно в руках Warner Bros. находится её судьба. В ноябре источник заявил, что Warner Bros. вряд ли выпустит версию Снайдера в каком бы то ни было формате, назвав надежды на релиз «несбыточной мечтой». Однако в декабре в социальной сети «Vero» Снайдер выложил фотографию коробок, на которых было написано: «Z.S. J.L. Director’s cut» («Зак Снайдер. Режиссёрская версия „Лиги справедливости“»); в комментарии к фото Зак написал: «Это реально? Существует ли это? Конечно, да». По словам режиссёра, он изначально предполагал, что его версия фильма никогда не выйдет, но небольшие фрагменты из неё могут быть включены в документальную ленту. Роберт Гринблатт, председатель «WarnerMedia» и глава HBO Max, заявил, что обсуждения по поводу возможного выхода версии Снайдера начались в конце 2019 года и продлились несколько месяцев. Студия сначала обратилась к Снайдеру с предложением по выпуску незаконченной версии фильма, но Снайдер возразил, настаивая либо на завершении работы, либо на том, чтобы вообще не выпускать фильм. Студии потребовалось несколько месяцев, прежде чем понять, что Снайдер хотел завершить желанный фанатами проект. По словам Снайдера, переговоры о режиссёрской версии значительно продвинулись в феврале 2020 года после того, как председатель Тоби Эммерих официально признал движение #ReleaseTheSnyderCut и напрямую обратился к Заку.
Семейство Снайдеров пригласило руководителей Warner Bros., HBO Max и DC к себе домой для просмотра версии Снайдера. Тогда же Зак представил свои идеи по выпуску фильма в виде сериала. Продюсеры остались под впечатлением и дали проекту зелёный свет. Снайдер начал вновь собирать команду пост-продакшна для завершения работы над режиссёрской версией. Этим усилиям сильно помешала начавшаяся пандемия COVID-19, но семья Снайдеров настаивала на продолжении работы. В апреле-мае 2020 года Зак сообщил актёрскому составу фильма о подготовке своей версии фильма; по словам режиссёра, Рэй Фишер сначала подумал, что это шутка. 20 мая 2020 года во время сессии вопросов и ответов с фанатами после онлайн-просмотра «Человека из стали» Зак Снайдер официально заявил о выходе своей версии «Лиги справедливости» на стриминг-сервисе HBO Max в 2021 году. Роберт Гринблатт рассказал, что компания «WarnerMedia» пыталась объявить об этом «как можно скорее», до запуска HBO Max 27 мая.
Зак, который не видел кинотеатральную версию фильма, описал свою версию «как что-то абсолютно новое, а для тех, кто посмотрел версию Уидона, это станет новым опытом и приключением». Снайдеры чувствовали, что возможность, наконец, завершить «Лигу справедливости» принесёт им облегчение; Зак и Дебора также рады возможности глубже раскрыть персонажей фильма. На момент официального анонса было неясно, в каком виде проект будет выпущен: в формате 4-х часового фильма или телесериала из 6 эпизодов. Издание «The Hollywood Reporter» сообщило, что на доработку визуальных эффектов, саундтрека и монтажа будет потрачено $20–30 млн. Однако Гринблатт опроверг это, заявив, что завершение работы над версией Снайдера будет «дико дорогим» и больше, чем $30 млн. 23 июня 2020 года Сандра Дьюи, президент WarnerMedia по производству и финансам, в интервью заявила, что они нацелены на релиз проекта в начале или середине 2021 года.

#### Дополнительные съёмки
Первоначально считалось, что дополнительные съёмки проводиться не будут: Снайдер хотел провести их, но руководство WarnerMedia отказало ему. Но 23 сентября 2020 года стало известно, что Снайдер готовится к дополнительным съёмкам в октябре с участием Бена Аффлека, Генри Кавилла и Рэя Фишера. Также было заявлено, что с учётом расходов на дополнительные съёмки бюджет проекта вырастет до $70 млн. Дополнительные съёмки начались 6 октября 2020 года. Через несколько дней к производству присоединились Эмбер Херд, Джаред Лето и Джо Манганьелло, вернувшиеся к ролям Меры, Джокера и Детстроука, соответственно. Также Снайдер срежиссировал новую сцену с Эзрой Миллером через Zoom, так как тот не смог приехать из-за производства в Лондоне третьего фильма о Фантастических тварях. Зак отправлял съёмочной группе в Лондоне раскадровки своего видения сцены. Снайдер заявил, что на дополнительных съёмках было отснято не более четырёх или пяти минут новых кадров. В 2020 году проект был под угрозой срыва из-за резкого роста числа заболевших коронавирусом в США; однако в начале 2021 года Дебора Снайдер сообщила, что работа продвигается в «безопасных домашних условиях». В январе 2021 года Снайдер подтвердил, что работа над фильмом завершена.

#### Реакция
Участники движения #ReleaseTheSnyderCut с воодушевлением восприняли новость о выпуске версии «Лиги справедливости» от Зака Снайдера, многие фанаты написали об этом в социальных сетях. Некоторые ярые фанаты Снайдера выкладывали видео, на которых они уничтожали DVD и Blu-ray копии кинотеатральной версии фильма. Немало известных работников индустрии, например, актёрский состав «Лиги», выразили признательность и уважение фанатам, требовавшим релиз версии Снайдера. Издание «ScreenRant» отметило, что сложившаяся ситуация демонстрирует, как давление фанатов может повлиять на решения киностудий, телеканалов и стриминг-сервисов. Однако некоторые журналисты выразили обеспокоенность тем, что компания «WarnerMedia» пошла на поводу у фанатов, которые во время движения #ReleaseTheSnyderCut были замечены в проявлениях харассмента и троллинга, что может создать негативный прецедент. В ответ на это беспокойство генеральный директор HBO Тони Гонсальвес заявил о силе фанатов и о том, что они как представители бизнес-структур прислушиваются к мнению своих зрителей.

### Отличия от кинотеатральной версии
Базовая структура сюжета двух версий совпадает, но в кинотеатральный релиз не вошли десятки дополнительных сцен, предысторий, мифов, новых персонажей и намёков на будущие фильмы киновселенной, задуманные Снайдером. «Лига справедливости Зака Снайдера» не включает ни одного кадра, отснятого Джоссом Уидоном. Кроме того, упоминания бывших топ-менеджеров Warner Bros. Джона Берга и Джеффа Джонса, курировавших производство кинотеатральной версии, были убраны из титров версии Снайдера.
Снайдер подтвердил, что действие его версии «Лиги справедливости» происходит обособленно от версии Уидона, которая останется каноничной для вселенной DC. Однако Джейсон Момоа уточнил, что события «Аквамена» (2018) Джеймса Вана происходят после «Лиги справедливости Зака Снайдера», а не после версии Уидона. Режиссёр «Чудо-женщины» (2017) Пэтти Дженкинс рассказала, что ни один из режиссёров DC не рассматривает версию Уидона как каноничную, отметив, что она работала со Снайдером для обеспечения связи «Чудо-женщины» именно с его версией. Несмотря на подобные мнения, между «Акваменом» и «Лигой справедливости Зака Снайдера» существует несколько заметных различий, касающихся предыстории персонажа Меры. Кроме того, в фильме «Флэш» (2023) упоминаются события «Лиги справедливости Зака Снайдера».

## Музыка
Том Холкенборг, также известный как Junkie XL, выступил композитором; ранее он работал над саундтреком кинотеатральной версии фильма, но был заменён Дэнни Эльфманом после ухода с поста режиссёра Снайдера и его замены на Уидона. Когда в начале 2020 года Холкенборг был вновь нанят для написания музыки, он решил сделать для фильма новые музыкальные темы, которые включили в себя 54 трека или 3 часа 54 минуты. По продолжительности саундтрек побил трёхчасовой рекорд «Бен-Гура» почти на целый час, став самым длинным саундтреком к фильму в истории кинематографа. Холкенборг описал музыку как «[временами] полностью электронную, а иногда и полностью оркестровую», включающую элементы рока и трэпа. Альбом с саундтреком был выпущен 18 марта 2021 года, в день выхода самого фильма.
Два трека, «The Crew at Warpower» и «Middle Mass», были выпущены в виде синглов 17 февраля и 12 марта 2021 года, соответственно. Кроме того, в начале фильма звучит традиционная исландская песня «Vísur Vatnsenda-Rósu» Йонга Ауса Галесона, а в последующих сценах используются песни «Distant Sky» и «There Is a Kingdom» от Nick Cave and the Bad Seeds; ни одна из них не включена в саундтрек. Кавер Эллисон Кроу на песню Леонарда Коэна «Hallelujah» играет во время финальных титров как дань уважения Отэм Снайдер.

## Маркетинг
Одновременно с анонсом «Лиги справедливости Зака Снайдера» HBO выпустила постеры шести членов Лиги Справедливости. Несмотря на то, что эти постеры были выпущены в период рекламной кампании кинотеатральной версии фильма, постеры от HBO стали чёрно-белыми и специальным шрифтом выделили имя Снайдера. Крис Эйгар из издания «Screen Rant» назвал фильтр «резким контрастом с красочными постерами „Лиги справедливости“, что стало совершенно преднамеренным решением чётко разграничить две версии фильма».
22 мая 2020 года Снайдер рассказал, что ведётся работа над трейлером фильма. 18 июня вышел короткий тизер с участием Чудо-женщины, закадровым голосом Лекса Лютора (от Джесси Айзенберга) и кадрами явления Дарксайда. 25 июля 2020 года во время онлайн-мероприятия «Justice Con 2020» Зак Снайдер показал сцену из фильма с чёрным костюмом Супермена. А 22 августа 2020 года на панели DC FanDome был представлен первый официальный тизер-трейлер картины. Он был хорошо принят как зрителями, так и критиками. В начале ноября оригинальный тизер был временно удалён из аккаунтов HBO Max в связи с истечением срока действия прав на песню Леонарда Коэна «Hallelujah», которая была использована в трейлере. 17 ноября 2020 года, в трёхлетнюю годовщину выхода театральной версии фильма, была выпущена обновлённая версия тизера с новыми кадрами в чёрно-белом виде в аккаунте Зака Снайдера в Vero и в цветном варианте в социальных сетях HBO Max.
29 января 2021 года были выпущены три промо-постера под названиями «Fallen» («Падший»), «Risen» («Восставший») и «Reborn» («Возрождённый»), подтвердившие окончательную дату выхода фильма — 18 марта 2021 года. Также был обнародован официальный синопсис картины. 14 февраля был выпущен двухминутный трейлер. Фраза Джокера, сыгранного Джаредом Лето, из концовки трейлера, «We live in a society» («Мы живём в обществе»), привлекла значительное внимание пользователей, так как она обычно ассоциируется с персонажем и используется в интернет-мемах. 2 марта Снайдер выпустил ещё одну серию промо-постеров через свои аккаунты в социальных сетях. С 4 марта постеры каждого члена Лиги появлялись в социальных сетях ежедневно вместе с новыми кадрами; в конце был выпущен тизер, посвящённый Степному волку и Дарксайду. 14 марта был выпущен финальный трейлер, а также постер Дарксайда.

### Связанные комиксы
В декабре 2020 года Снайдер выразил заинтересованность в написании комикса-приквела, посвящённого Бэтмену и Джокеру, который будет сопровождать фильм. Действие комикса развернулось бы в постапокалиптическом мире кошмара Бэтмена; предполагалось изобразить кражу Материнского куба Джокером и отправку Флэша в прошлое. Позже Снайдер предложил мини-серию комиксов, чьи события развернулись бы до «Бэтмена против Супермена»: там подробно описывалась гибель Робина от рук Джокера и переход Бэтмена на более тёмную сторону в борьбе с преступностью перед встречей с Суперменом. Несмотря на обсуждения, Снайдер подтвердил в феврале 2021 года, что руководство DC отклонило его предложение.
16 марта 2021 года издательство DC опубликовало три варианта обложки комикса «Лига справедливости» № 59 писателя Брайана Майкла Бендиса и художников Дэвида Маркеса и Тамры Бонвиллен. Обложки были нарисованы Ли Бермехо, Лиамом Шарпом и Джимом Ли.

## Премьера

### Формат
Изначально релиз фильма планировался в виде мини-сериала из четырёх часовых эпизодов и в виде единого фильма. Но в январе 2021 года Зак Снайдер заявил, что его версия фильма выйдет только в виде фильма. WarnerMedia позже подтвердила этот факт в своём пресс-релизе, назвав ленту «оригинальным полнометражным художественным фильмом Max». Фильм посвящён памяти Отэм Снайдер.

### Стриминг
«Лига справедливости Зака Снайдера» дебютировала в США на HBO Max 18 марта 2021 года. В отличие от кинотеатральной версии, получившей возрастной рейтинг PG-13 (12+ или 16+), версия Снайдера имеет рейтинг R (18+) за «проявления насилия и нецензурную брань». Также премьера фильма состоялась на многих мировых стриминг-платформах: в России и странах СНГ — в онлайн-кинотеатре КиноПоиск HD, в некоторых странах Азии — на стриминг-сервисе HBO Go, в Австралии — на сервисе Binge, в Канаде — на сервисе Crave, в некоторых европейских странах — на сервисах канала HBO, во Франции — на веб-сервисах Amazon Prime Video и iTunes Store, в Индии — на Hungama Play и Tata Sky, в Новой Зеландии — на веб-сервисах Neon, Sky Go и Sky Movies Premiere, а в Великобритании — на телеканалах Now и Sky Cinema. Для жителей стран Латинской Америки фильм стал доступен 29 июня 2021 года с запуском сервиса HBO Max в этом регионе. 25 марта 2021 года на HBO Max вышла чёрно-белая версия ленты под названием «Justice Is Gray Edition» («Серая Лига»). В России подобная версия фильма стала доступна 2 апреля на КиноПоиск HD, а в Великобритании — 30 апреля на канале Sky Cinema.
Снайдер проявлял интерес к тому, чтобы выпустить картину в IMAX-кинотеатрах после окончания пандемии коронавируса. Для кинотеатрального релиза режиссёр добавил 10-минутный перерыв под трек «The Crew at Warpower». Фильм вышел с соотношением сторон экрана 1,33:1, что близко к формату IMAX-экрана 1,43:1. Картина также доступна в разрешении 4K, HDR (HDR10 и Dolby Vision) и Dolby Atmos.
8 марта 2021 года, за десять дней до запланированного выхода, фильм ошибочно стал доступен на сервисе HBO Max при попытке некоторых зрителей посмотреть вышедшую ленту «Том и Джерри». Хотя хронометраж показа составлял 101 минуту (т.е, продолжительность «Тома и Джерри»), пользователям быстро удалось обойти ограничение. Более чем через два часа ошибка была исправлена.

### Релиз на носителях
Предзаказ лимитированной серии упаковок SteelBook по фильму для Великобритании начался 22 марта 2021 года. По данным Warner Bros UK, все доступные упаковки были предзаказаны в первые 20 минут после старта продаж. Релиз на Blu-ray, DVD и в 4K в Великобритании состоялся 24 мая 2021 года. Выпуск на Ultra HD Blu-ray и Blu-ray в Австралии и Германии состоялся 26 и 27 мая, соответственно. В США выход фильма на Blu-ray, DVD и 4K состоялся 7 сентября 2021 года. По данным «CinemaBlend», фильм занял первое место по продажам Blu-ray в США, в какой-то момент в пять раз перепродавая фильм, занимавший второе место по продажам, «Заклятие 3: По воле дьявола». В Канаде фильм вышел на Blu-ray 14 сентября.

## Приём и оценки
В октябре 2021 года сценарист и режиссёр так и не запущенного в производство фильма по комиксам о Новых богах Ава Дюверней заявила, что киностудия отменила проект из-за наличия другого фильма, которым в DCEU на момент написания сценария этой картины могла быть лишь Лига Справедливости Зака Снайдера.

### Зрительская аудитория
В премьерные выходные приложение для отслеживания просмотров Samba TV сообщило, что в период с 19 по 21 марта 1,8 млн американских домохозяйств посмотрели, по крайней мере, первые пять минут фильма (учитывались только смарт-телевизоры). Цифры трёхдневных просмотров оказались ниже, чем у фильма Расширенной вселенной DC «Чудо-женщина: 1984» (2,2 млн), но выше, чем у первого эпизода сериала «Сокол и Зимний солдат» (1,7 млн), чья премьера состоялась на той же неделе на Disney+. В пресс-релизе Samba TV также сообщалось, что только треть домохозяйств посмотрели фильм полностью за один раз. В течение первых 39 дней после релиза фильм посмотрели 3,7 млн американских семей. За первую полную неделю после выхода фильм посмотрели 2,2 млн домохозяйств США, причём 792 тысячи (36 %) завершили просмотр. За тот же период времени приложение HBO Max было скачано на 64 % больше и открыто на 8,9 % больше, чем в среднем за неделю. По оценкам Forbes, если бы все новые подписчики посмотрели фильм и оставались подписанными на платформу в течение года, то «Лига справедливости Зака Снайдера» принесла бы студии около $266 миллионов дохода. WarnerMedia объявила, что фильм стал «хитом». В августе 2021 года фильм стал 4-м самым просматриваемым за год на стриминг-сервисе HBO Max после лент «Отряд самоубийц: Миссия навылет», «Годзилла против Конга» и «Мортал Комбат».
«Лига справедливости Зака Снайдера» получила признание на международных рынках, побив несколько рекордов. В Канаде фильм стал самым успешным проектом всех времён на стриминг-сервисе Crave (1,1 млн зрителей). Это также потенциально привело к росту числа подписчиков сервиса на 12 %. В Австралии лента стала крупнейшей премьерой стриминг-сервиса Binge. В Великобритании на веб-сервисе Sky Cinema фильм посмотрели 954 тысячи домохозяйств, при этом 458 тысяч (48 %) досмотрели до конца. Позже лента заняла первое место в официальных фильмовых чартах Великобритании, превзойдя «Чудо-женщину: 1984». В Китае фильм был выпущен 3 мая 2021 года на веб-площадках Migu Video, Tencent Video и Bilibili. За пять дней лента стала самым просматриваемым стриминговым фильмом на Migu Video (250 млн просмотров), превзойдя рекорд «Мстителей: Финал». В Индии на сервисе BookMyShow Stream в первые выходные фильм посмотрели около 100 тысяч семей.

### Отзывы критиков
На сайте агрегатора рецензий Rotten Tomatoes «рейтинг свежести» фильма составляет 71 % на основе 302 отзывов, со средней оценкой 6,7/10. Консенсус критиков гласит: «„Лига справедливости Зака Снайдера“ соответствует своему названию, представляя расширенное видение режиссёра. Фильм должен удовлетворить фанатов, которые позволили ему состояться». На сайте Metacritic средневзвешенная оценка фильма составляет 54/100 на основе 45 отзывов, что соответствует «смешанным или средним отзывам». На обоих сайтах показатели фильма выше, чем у версии 2017 года (40 % и 45/100, соответственно).
По данным «The Hollywood Reporter», критики высоко оценили «режиссёрский стиль Снайдера и его способность придать персонажам большую глубину», но раскритиковали хронометраж фильма. Авторы издания «Variety» написали, что «независимо от того, как критики относятся к фильму Снайдера, все они, похоже, согласны в одном: оригинальная версия превосходит версию 2017 года». Того же мнения остались и издания «The Hollywood Reporter» и «TheWrap». Однако авторы издания «Total Film» посчитали, что реакция критиков на фильм оказалась неоднозначной, ведь эксперты «разделились во мнении о том, какая версия ленты лучше». Роб Харвилла из «The Ringer» отметил, что кинокартина является «фильмом Зака Снайдера, который понравился критикам или который, по крайней мере, неохотно оценили». Харвилла написал, что поклонники и критики «уважают» версию Снайдера, отметив, что «он [Зак Снайдер] в одно мгновение оправдал пятилетний труд по обращению в свою веру, который вселенная Снайдера непременно унаследует. Он изменил сам ход истории. Он потряс весь мир».
Робби Коллин из «The Telegraph» наградил фильм пятью звёздами, написав, что «непригодное для просмотра кинокомиксное бедствие 2017 года превратилось в один из самых зрелищных фильмов о супергероях, когда-либо снятых». Дженна Андерсон из ComicBook.com назвал фильм «несколько испорченным, но в остальном полезным киноопытом», похвалив актёрский состав и оценив ленту в 4,5 балла из 5. Оуэн Глейберман, критик «Variety», написал: «Новый фильм — только не ошибитесь, это действительно новый фильм — это больше, чем оригинальное видение Снайдера. Это грандиозное, ловкое и захватывающее развлечение, история происхождения команды героев, которая в глубине души классически традиционна. История рассказана с такой опьяняющей детской искренностью и зловещим сказочным чудом, что она возвращает вас к тому, к чему всегда стремились комиксы: заставить вас почувствовать присутствие богов на Земле». Мэтт Цоллер Зайтц из «RogerEbert.com» дал фильму оценку 3,5 из 4, отметив: «Я не могу поставить эту версию фильма рядом с версией 2017 года и не признать, что она превосходит ленту Уидона во всех отношениях». Бильге Эбири из издания «Vulture» сказал: «У версии Снайдера есть свои проблемы — получая от Снайдера лучшее, вы также получаете худшее, — но это, несомненно, страстная и трогательная работа. Фильм демонстрирует свою важность».
Мик Ласалл из «San Francisco Chronicle» положительно отозвался о фильме, отметив, что «„Лига справедливости Зака Снайдера“ превращает плохой фильм в эпическое произведение искусства. […] Это попытка Снайдера сделать величайший фильм о супергероях — искренняя надежда на шедевр. Хотя он не совсем преуспел в этом, он всё равно сделал что-то эпическое. И Снайдер сделал это честно». Эрик Кон из издания «IndieWire» больше других раскритиковал фильм, написав, что лента «бесспорно представляет собой уникальное видение режиссёра, чей максималистский подход может отталкивать столько людей, сколько притягивать обратно. […] Безусловно, фильм наиболее привлекателен для требовавших его выпуска фанатов обеспечивает подлинную привлекательность для тех, кто требовал этого в первую очередь». Кону не пришёлся по душе хронометраж ленты, он отметил, что «затянутый характер этого относительно простого сюжета („герои спасают мир“) часто сводится лишь к тому, как режиссёр упражняется в стиле». Том Йоргенсен из «IGN» дал фильму оценку 8 из 10, написав, что «„Лига справедливости Зака Снайдера“ — это неожиданное подтверждение для режиссёра и фанатов, которые поверили в его видение. Благодаря зрелому подходу к супергеройской драме, здраво прописанным антагонистам и улучшенному действию, видение Снайдера спасает фильм от попадания на свалку истории. Только стриминг-сервис HBO Max мог позволить режиссёру сделать это. Хотя не каждое дополнение кажется необходимым, а некоторые визуальные эффекты выделяются недоработанностью, трудно переоценить, насколько приятнее смотрится эта версия „Лиги справедливости“».
По итогам 2021 года многие издания, в частности Looper, Variety, Vulture, Кинопоиск, Мир фантастики включили новую версию «Лиги справедливости» в свои списки лучших фильмов.

### Премии
| Премия                                   | Дата              | Категория                                    | Номинант(ы)                                                                           | Итог      | Прим.   |
| ---------------------------------------- | ----------------- | -------------------------------------------- | ------------------------------------------------------------------------------------- | --------- | ------- |
| Премия Ассоциации кинокритиков Голливуда | 5 марта 2021      | Премия Valiant                               | Зак Снайдер                                                                           | Победа    | [ 261 ] |
| MTV Movie & TV Awards                    | 16-17 мая 2021    | Лучший бой                                   | «Лига справедливости Зака Снайдера»                                                   | Номинация |         |
| Премия «Золотой трейлер»                 | 22 июля 2021      | Лучший экшен-постер                          | Отдел маркетинга «Лиги справедливости Зака Снайдера», HBO Max, Gravillis              | Номинация |         |
| Премия «Золотой трейлер»                 | 22 июля 2021      | Лучшие вайлдпосты                            | Художники постеров персонажей «Лиги справедливости Зака Снайдера», HBO Max, Gravillis | Победа    |         |
| Dragon Awards                            | 2-6 сентября 2021 | Лучший научно-фантастический или экшен-фильм | «Лига справедливости Зака Снайдера» (как «Лига справедливости»)                       | Номинация |         |
| Премия концепт-артов                     | 11 сентября 2021  | Лучший персонаж полнометражного фильма       | Тактический костюм Бэтмена — Джерард Маранц                                           | Победа    |         |

## Комментарии
1. ↑  В регионах, где HBO Max недоступен, фильм был выпущен на различных стриминговых и PVOD платформах компанией Warner Bros. Pictures
2. ↑  На производство театральной версии «Лиги справедливости» ушло примерно $300 миллионов[3]. Роберт Гринблатт указал, что сумма, необходимая для завершения «Версии Снайдера», будет стоить больше,[уточнить] чем заявленные $20–30 миллионов[4][5]. После объявления о пересъёмках, чтобы снять совершенно новые сцены, предполагаемая стоимость выросла до $70 миллионов[6].
3. ↑  Как показано в фильме «Бэтмен против Супермена: На заре справедливости» (2016).
4. ↑  Один из кораблей Генерала Зода из фильма «Человек из стали» (2013).
5. ↑  Как показано в фильме «Аквамен» (2018).
6. ↑  Почти как в фильме «Бэтмен против Супермена: На заре справедливости» (2016).
7. ↑  Первоначально выход фильма во Франции должен был состояться 22 апреля 2021 года, но затем дата релиза совпала с общемировой[200].